# 完新世
| 累代        | 代     | 紀       | 世     | 期                   | 基底年代 Mya |
| ----------- | ------ | -------- | ------ | -------------------- | ------------ |
| 顕生代      | 新生代 | 第四紀   | 完新世 | メガラヤン           | 0.0042       |
| 顕生代      | 新生代 | 第四紀   | 完新世 | ノースグリッピアン   | 0.0082       |
| 顕生代      | 新生代 | 第四紀   | 完新世 | グリーンランディアン | 0.0117       |
| 顕生代      | 新生代 | 第四紀   | 更新世 | 後期更新世           | 0.129        |
| 顕生代      | 新生代 | 第四紀   | 更新世 | チバニアン           | 0.774        |
| 顕生代      | 新生代 | 第四紀   | 更新世 | カラブリアン         | 1.8          |
| 顕生代      | 新生代 | 第四紀   | 更新世 | ジェラシアン         | 2.58         |
| 顕生代      | 新生代 | 新第三紀 | 鮮新世 | ピアセンジアン       | 3.6          |
| 顕生代      | 新生代 | 新第三紀 | 鮮新世 | ザンクリアン         | 5.333        |
| 顕生代      | 新生代 | 新第三紀 | 中新世 | メッシニアン         | 7.246        |
| 顕生代      | 新生代 | 新第三紀 | 中新世 | トートニアン         | 11.63        |
| 顕生代      | 新生代 | 新第三紀 | 中新世 | サーラバリアン       | 13.82        |
| 顕生代      | 新生代 | 新第三紀 | 中新世 | ランギアン           | 15.97        |
| 顕生代      | 新生代 | 新第三紀 | 中新世 | バーディガリアン     | 20.44        |
| 顕生代      | 新生代 | 新第三紀 | 中新世 | アキタニアン         | 23.03        |
| 顕生代      | 新生代 | 古第三紀 | 漸新世 | チャッティアン       | 27.82        |
| 顕生代      | 新生代 | 古第三紀 | 漸新世 | ルペリアン           | 33.9         |
| 顕生代      | 新生代 | 古第三紀 | 始新世 | プリアボニアン       | 37.8         |
| 顕生代      | 新生代 | 古第三紀 | 始新世 | バートニアン         | 41.2         |
| 顕生代      | 新生代 | 古第三紀 | 始新世 | ルテシアン           | 47.8         |
| 顕生代      | 新生代 | 古第三紀 | 始新世 | ヤプレシアン         | 56           |
| 顕生代      | 新生代 | 古第三紀 | 暁新世 | サネティアン         | 59.2         |
| 顕生代      | 新生代 | 古第三紀 | 暁新世 | セランディアン       | 61.6         |
| 顕生代      | 新生代 | 古第三紀 | 暁新世 | ダニアン             | 66           |
| 顕生代      | 中生代 | 中生代   | 中生代 |                      | 251.902      |
| 顕生代      | 古生代 | 古生代   | 古生代 |                      | 541          |
| 原生代      | 原生代 | 原生代   | 原生代 |                      | 2500         |
| 太古代      | 太古代 | 太古代   | 太古代 |                      | 4000         |
| 冥王代      | 冥王代 | 冥王代   | 冥王代 |                      | 4600         |
| 1. 2. 3. 4. |        |          |        |                      |              |

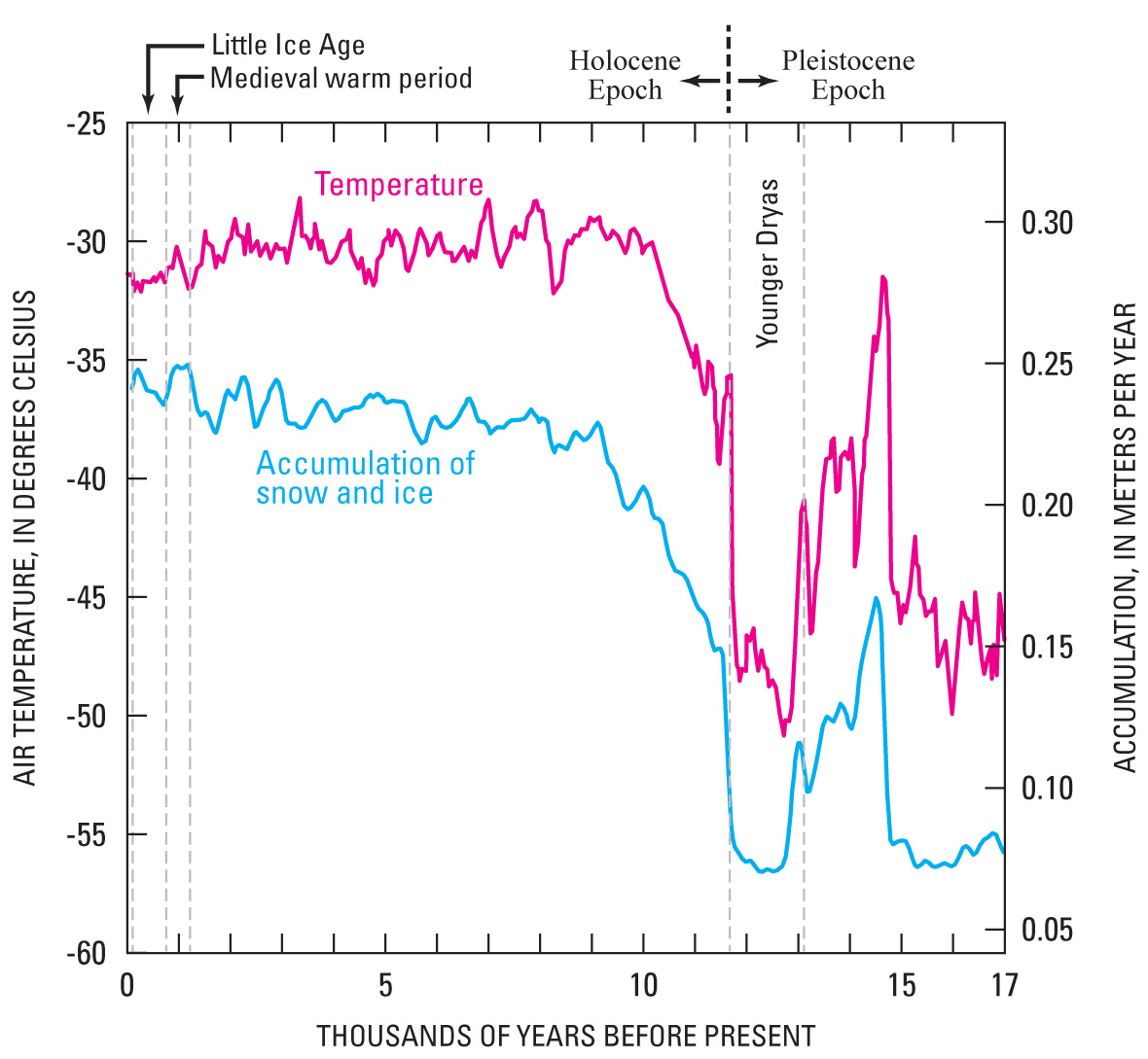
グリーンランドの氷床コアで求められた氷床表面の大気温度の推移。亜氷期のヤンガードリアス期が約11,700年前の最後の10年間で気温が8.3℃上昇し、亜間氷期のプレボレアル期に移行する。

完新世（かんしんせい、Holocene）は、最終氷期が終わる約1万年前から現在まで（近未来も含む）を指し（境界は大陸ヨーロッパにおける氷床の消滅をもって定義、現在はヤンガードリアス期の終了、すなわちグリーンランド中央部から採取された氷床コアの研究に基づきGSSPにより下限が0.0117Ma （西暦2000年の1万1,700年前）以降）、第四紀の第二世にあたる最も新しい地質時代。メガラヤン、ノースグリッピアン、グリーンランディアンの3つの期に区分される。
かつての沖積世（Alluvium）とはほぼ同義である。
特に20世紀以降、人間の開発による環境変動が顕著になったため、新しい時代として人新世が提案されている。

## 出来事
- 気候環境が一転して地球全体が温暖化し、氷河がモレーン（堆石）を残して後退した。
- 地球各地が湿潤化して森林が増加、逆に草原が減少してマンモスやトナカイなどの大型哺乳類の生息環境が縮小し、彼らを絶滅させた。
- 期間が短いため大規模な大陸の移動などはないが、完新世の初期には、大陸氷床の融解によって海面が130m以上急激に上昇した。特に完新世の気候最温暖期と呼ばれる時代には、現在より3メートルから5メートルほど海水準（陸地に対する海面の相対的な高さ）が高かったとされる（縄文海進）。その後、海面は緩やかに下降し、海水準は直近の2,000年ほどは比較的安定している。
  - スンダランドが海中に没し、現在のインドネシアやフィリピンなどに相当する地域がユーラシア大陸から分離して島となった。
  - ベーリング海に存在した陸橋ベーリンジアが温暖化の海進により水没し、北米大陸はユーラシア大陸から分離した。
  - 9600年前ころ、ドーバー海峡ができ、現在のブリテン諸島が大陸から切り離される[2]。
- ヤンガードリアス (Younger Dryas:YD) と呼ばれる「寒の戻り」期（約1万4000 - 1万1500年前）があった。8200年前にも寒冷期が認められる[3]。
- 約7300年前に南九州の鬼界カルデラが噴火する。同時に巨大地震や巨大津波が発生した[4]。
- 更新世末から完新世初めにかけて、人類の直接の祖先であるヒト（ホモ・サピエンス・サピエンス）が世界規模で拡散する。人類の生活はそれまで、遊動しながらの狩猟（漁労）採集活動生活であったが、大きな川の流域などで定住農耕牧畜生活に大きく転換した。徐々に人類が文明を築き始めたことは人類史にとって重要な変化であった[5]。